# Feuerfestwerke Wetro

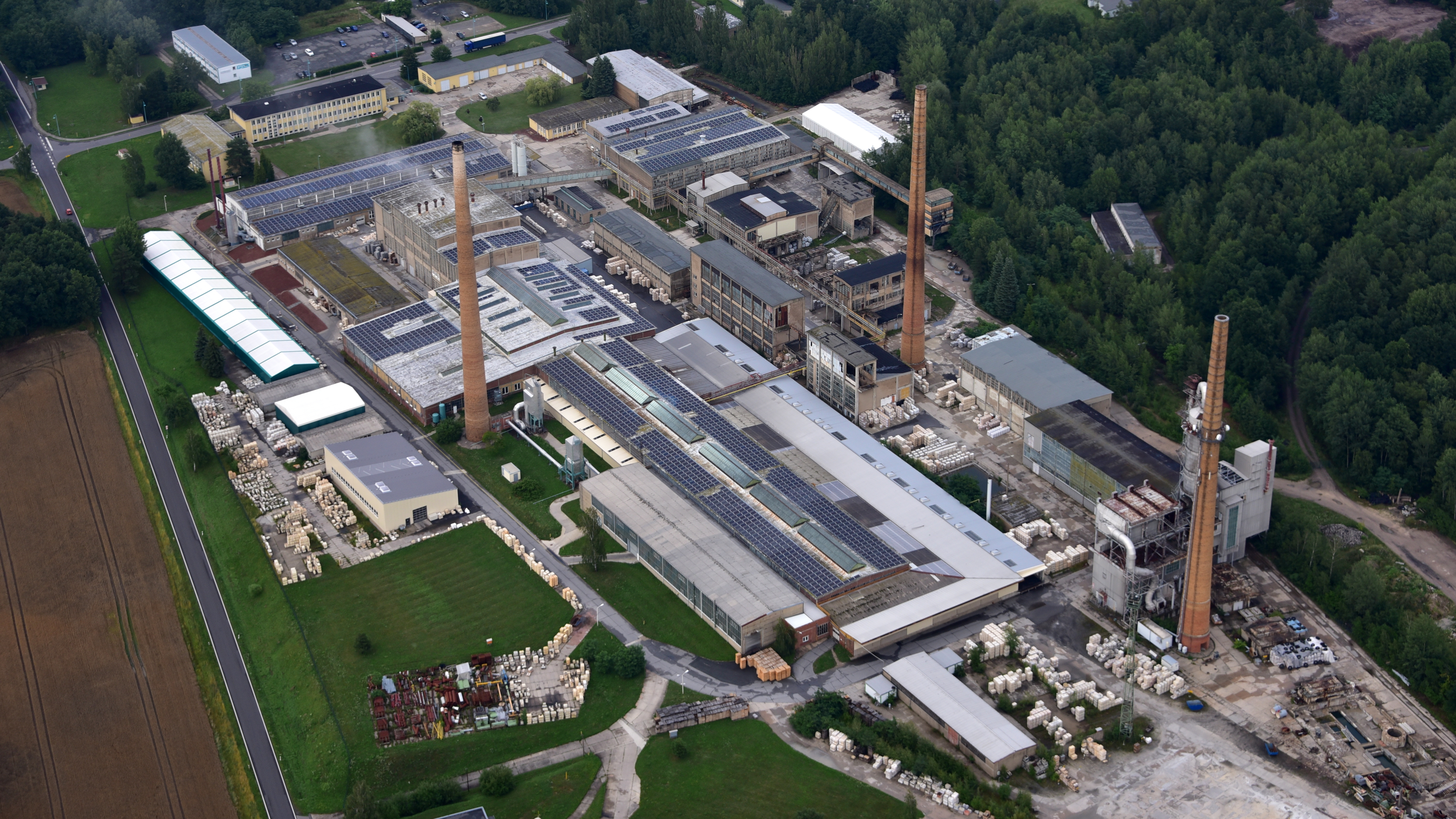
Feuerfestwerke Wetro, Luftaufnahme (2017)

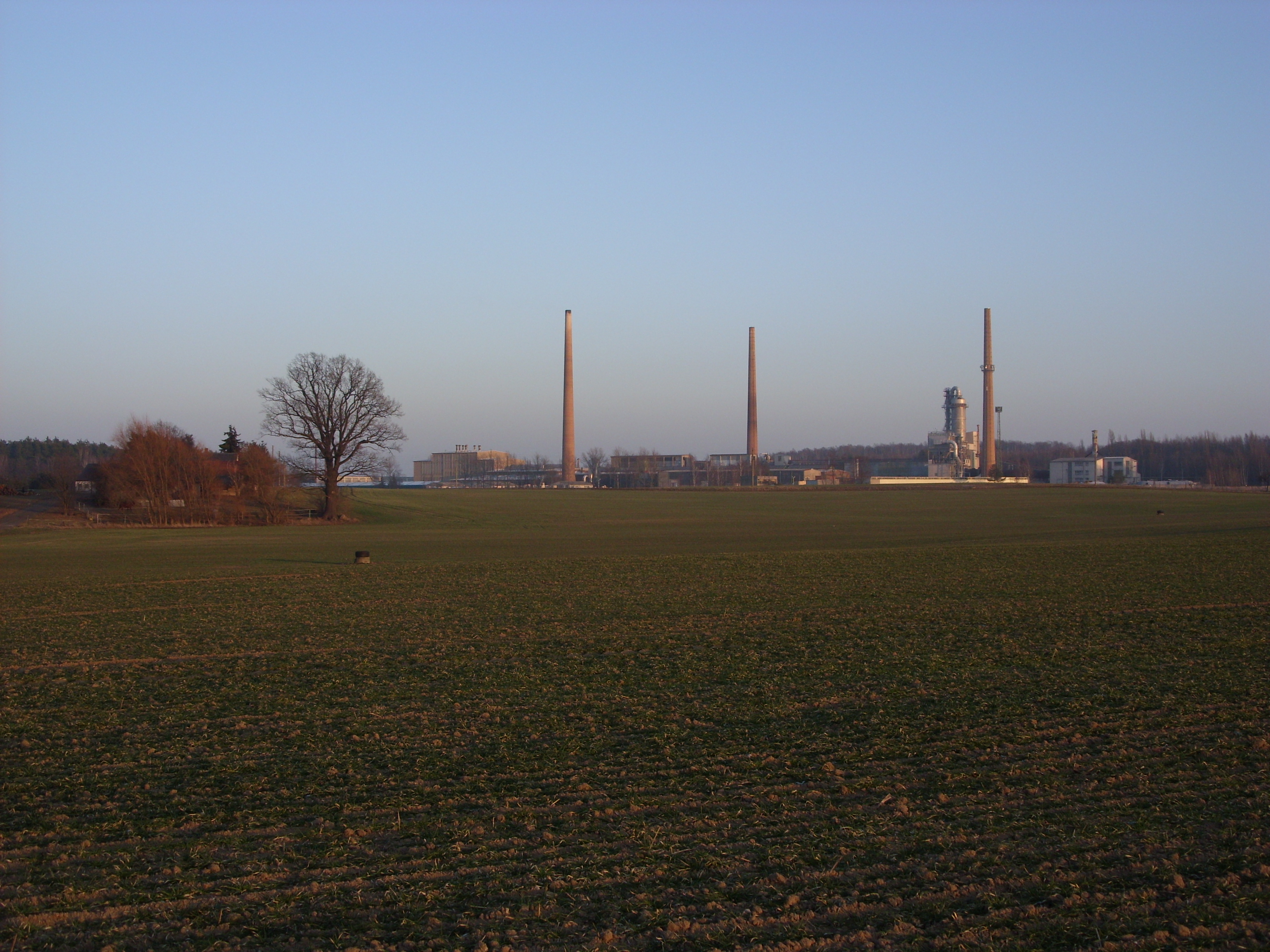
Feuerfestwerke Wetro (2008)

Die Feuerfestwerke Wetro sind ein Betrieb zur Herstellung Feuerfester Werkstoffe in der sächsischen Oberlausitz bei Wetro.

## Geschichte
Die Oberlausitz nördlich von Bautzen besitzt reiche Vorkommen von Braunkohle, Ton und Kaolin, die schon Mitte des 19. Jahrhunderts Anlass für einen regen Bergbau gaben. Auf der Flur Puschwitz förderten die ortsansässigen Bauern sowie die Rittergüter Puschwitz und Guhra Braunkohle in geringem Umfang. Die unter dem Kohleflöz lagernden Tone waren 1898 der Anlass für den Bau einer Schamottefabrik, die schließlich die Bergwerke übernahm. Ab 1900 wurde die Braunkohle schließlich nur noch als Nebenprodukt für deren eigene Zwecke gefördert. In den 1930er Jahren verband eine Materialseilbahn den Betrieb mit dem Bahnhof Neschwitz an der Bahnstrecke Bautzen–Hoyerswerda.
Nach dem Zweiten Weltkrieg wurde die Schamottefabrik 1946 in Volkseigentum überführt. Der Betrieb firmierte nun als VEB Feuerfestwerke Wetro. In jener Zeit wurde auch die Kohleförderung durch den VEB Braunkohlenwerk Puschwitz wieder aufgenommen. Über die neu gebaute Bahnstrecke Neschwitz–Wetro erhielten beide Betriebe 1947 einen Bahnanschluss, was die weitere Entwicklung des Standortes sicherte.

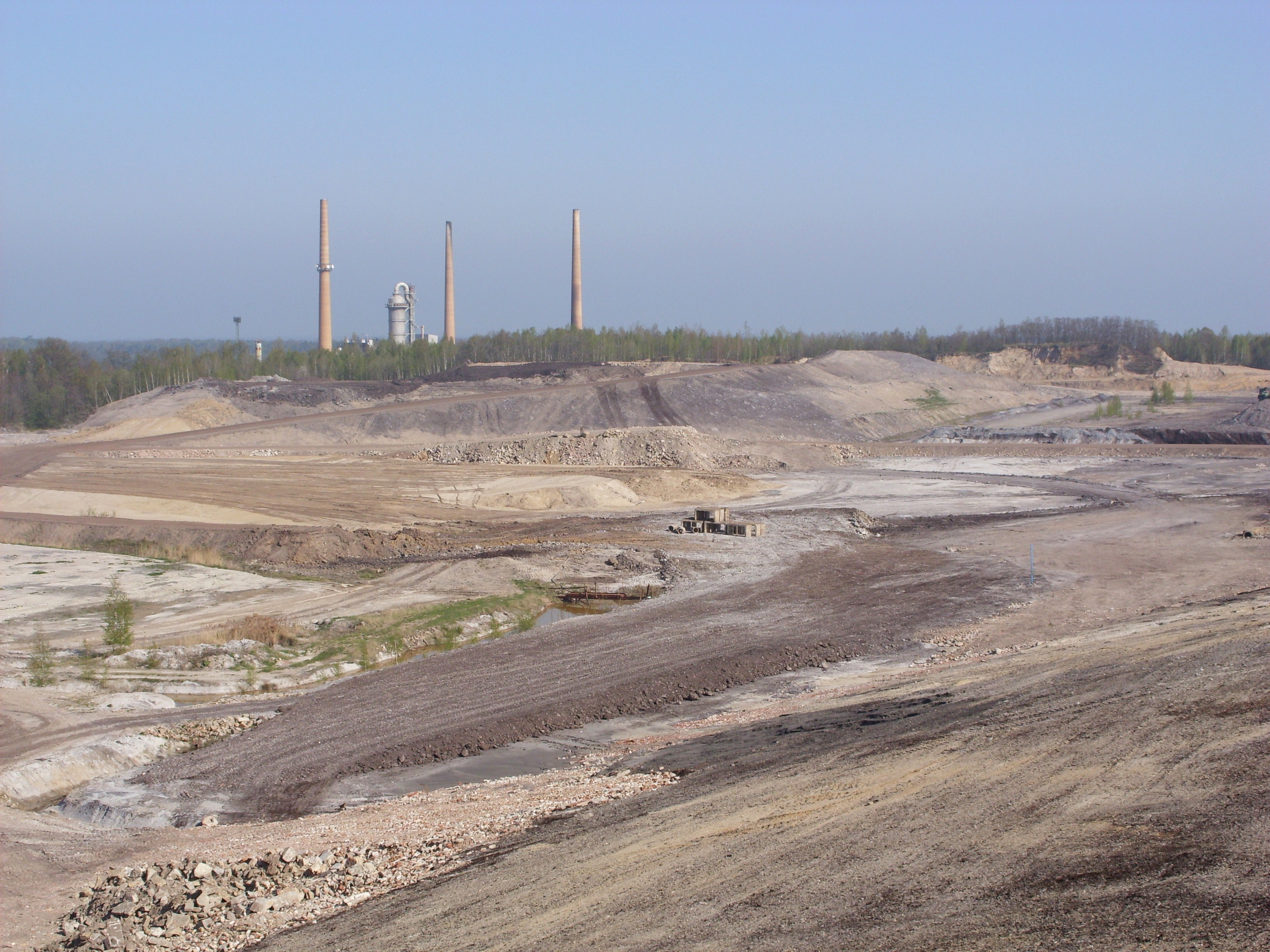
Teile des Tagebaues werden heute auch als Sondermülldeponie genutzt (2009)

In den Jahren 1959 bis 1963 errichtete man eine neue, damals hochmoderne Fertigungsstätte für die Produktion feuerfester Materialien. Neben Schamottenormal- und formsteinen für Stahlwerke und die Glasindustrie gehörten fortan auch Silizumkarbidtiegel, Graphitschmelztiegel und Silikatsteine zum Produktionsprofil des Betriebes. Produziert wurde vorrangig für den Bedarf der DDR-Volkswirtschaft, aber auch für den Export.
Ende der 1980er Jahre hatte der VEB Feuerfestwerke Wetro etwa 2100 Mitarbeiter, wovon ein Drittel in Wetro selbst arbeitete. Betriebsteile gab es in Rietschen, Thonberg, Freital-Hainsberg, Sproitz und Bad Freienwalde (Oder). Zuletzt war der VEB Feuerfestwerke Wetro Teil des Rohrkombinats.
Nach der politischen Wende in der DDR im Jahr 1990 kam es zu einem starken Nachfrageeinbruch. Das Werk in Wetro wurde u. a. als P-D Refractories GmbH Feuerfestwerke Wetro als Teil der P-D Group von Preiss-Daimler fortführt.
Ende 2023 wurde der Standort für eine nicht genannte Summe ein Teil von RHI Magnesita. Unternehmensangaben zufolge erwirtschaftete P-D Refractories im Vorjahr einen Umsatz in Höhe von 171 Millionen Euro.